# Effetto pogo
L'effetto pogo od oscillazione pogo è la violenta oscillazione dei motori a razzo, dovuta a sbalzi nell'erogazione del propellente.
Il nome deriva da un gioco per bambini, il salterello, con una molla nella parte inferiore e 2 braccetti in cui appoggiare i piedi, ed un manubrio dove tenersi con le mani per saltare.
Al giorno d'oggi, l'oscillazione pogo viene smorzata inserendo degli ammortizzatori meccanici nella condotta dell'ossigeno liquido, ma non nella condotta dell'idrogeno liquido, rispettivamente comburente e combustibile dei razzi a propellente liquido (Saturn V, Space Shuttle SSME).

## Apollo 6
Il caso più famoso di oscillazione pogo con danni si ebbe durante il lancio dell'Apollo 6 quando l'oscillazione durò circa 30 secondi e fu tale da creare danni incompatibili con la sopravvivenza degli eventuali astronauti se ce ne fossero stati
Now, in turn, the engine is fed through a pipe that takes the fuel out of the tanks and feeds it into the engine. That pipe's length is something like an organ pipe so it has a certain resonance frequency of its own and it really turns out that it will oscillate just like an organ pipe does.

The structure of the vehicle is much like a tuning fork, so if you strike it right, it will oscillate up and down longitudinally. In a gross sense it is the interaction between the various frequencies that causes the vehicle to oscillate.»
Così, ora, il motore viene alimentato attraverso un tubo che preleva il carburante dai serbatoi e lo porta nel motore. La lunghezza di quel tubo è qualcosa come quella di un organo così ha una certa frequenza di risonanza e risulterà oscillare proprio come il tubo di un organo.

La struttura del veicolo è molto simile ad un diapason, così se la si colpisce bene, oscillerà sopra e sotto longitudinalmente. In un certo senso è l'interazione tra le varie frequenze che causa l'oscillazione del veicolo.»

## Apollo 13
L'effetto si riscontrò anche sul motore centrale del secondo stadio durante la missione Apollo 13, durante la sua salita verso l'orbita di parcheggio terrestre.
Non è da collegarsi con il secondo e più pericoloso incidente che subì successivamente la navetta Apollo 13, avvenuto per altri motivi.